# Pleurarius pilipes
Pleurarius pilipes là một loài bọ cánh cứng trong họ Passalidae. Loài này được Kaup miêu tả khoa học năm 1868.